# Scontri di Karmiravan del 1999

La regione di Martakert nel NK. Karmiravan è ubicato sul confine orientale)

Gli scontri di Karmiravan furono i gravi incidenti avvenuti nel 1999 lungo la linea di contatto tra Nagorno Karabakh ed Azerbaigian.
Karmiravan (Qızıloba nella denominazione azera) è un villaggio ubicato nella regione di Martakert, proprio a ridosso della linea di confine. La zona è stata teatro di battaglie nel corso della prima guerra del Nagorno Karabakh ma anche di numerose violazioni della successiva tregua.
Le fonti dell'epoca riportano genericamente notizia di "intensi combattimenti" senza specificare la causa, la dinamica ed il bilancio degli stessi; vengono tuttavia indicate "vittime" da entrambe le parti.